# Championnat du Luxembourg de football 2007-2008
Navigation
Saison précédente Saison suivante
La saison 2007-2008 de Division Nationale est la quatre-vingt-quatorzième édition de la première division luxembourgeoise.
Lors de cette saison, le F91 Dudelange a conservé son titre de champion face aux treize meilleurs clubs luxembourgeois lors d'une série de matchs se déroulant sur toute l'année.
Les quatorze clubs participants au championnat vont être confrontés à deux reprises aux treize autres.
Le F91 Dudelange a été sacré champion du Luxembourg pour la septième fois.
Trois places étaient qualificatives pour les compétitions européennes, la quatrième place étant celle du vainqueur de la Coupe du Luxembourg 2007-2008.

## Qualifications en coupe d'Europe
À l'issue de la saison, le champion s'est qualifié pour le 1er tour de qualification de la Ligue des champions 2008-2009.
Alors que le vainqueur de la coupe du Luxembourg a pris la première des deux places en Coupe UEFA 2008-2009, c'est le deuxième du championnat qui a récupéré la seconde place.
Enfin, l'équipe ayant terminé quatrième du championnat, l'AS La Jeunesse d'Esch ayant refusé l'invitation, s'est qualifiée pour la Coupe Intertoto 2008.

## Les quatorze clubs participants

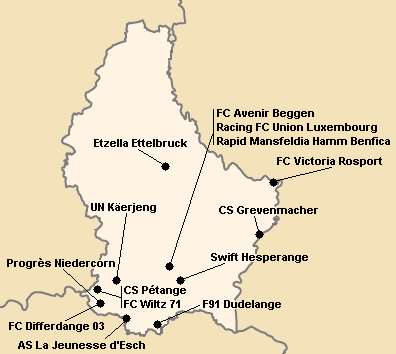
Localisation des clubs engagés dans le championnat.

| Club                                        | Stade                | Capacité | Ville            |
| ------------------------------------------- | -------------------- | -------- | ---------------- |
| FC Avenir Beggen (promu de D2)              | Henri Dunant         | 4 900    | Luxembourg       |
| FC Differdange 03                           | Thillenberg          | 6 000    | Differdange      |
| F91 Dudelange                               | Jos Nosbaum          | 4 650    | Dudelange        |
| AS La Jeunesse d'Esch                       | La Frontière         | 4 200    | Esch-sur-Alzette |
| Etzella Ettelbruck                          | Centre Sportif Deich | 2 200    | Ettelbruck       |
| CS Grevenmacher                             | Op Flohr             | 4 000    | Grevenmacher     |
| Swift Hesperange                            | Holleschbierg        | 2 000    | Hesperange       |
| UN Käerjeng                                 | Um Beschel           | 1 000    | Bascharage       |
| CS Pétange                                  | Municipal            | 2 400    | Pétange          |
| Progrès Niedercorn                          | Jos Haupert          | 2 800    | Differdange      |
| Racing FC Union Luxembourg                  | Achille Hammerel     | 5 900    | Luxembourg       |
| Rapid Mansfeldia Hamm Benfica (promu de D2) | Luxembourg-Cents     | 2 800    | Luxembourg       |
| FC Victoria Rosport                         | Camping              | 2 500    | Rosport          |
| FC Wiltz 71                                 | Municipal            | 2 400    | Pétange          |

## Compétition

### Classement
Le classement est établi sur le barème de points classique (victoire à 3 points, match nul à 1, défaite à 0).
Pour départager les égalités, on tient d'abord compte de la différence de buts générale, puis du nombre de buts marqués, puis des confrontations directes et enfin si la qualification ou la relégation est en jeu, les deux équipes jouent une rencontre d'appui sur terrain neutre.
| Rang | Équipe                            | Pts | J  | G  | N | P  | Bp | Bc | Diff |
| ---- | --------------------------------- | --- | -- | -- | - | -- | -- | -- | ---- |
| 1    | F91 Dudelange (T)                 | 71  | 26 | 23 | 2 | 1  | 74 | 12 | +62  |
| 2    | Racing FC Union Luxembourg        | 50  | 26 | 14 | 8 | 4  | 50 | 28 | +22  |
| 3    | AS La Jeunesse d'Esch             | 45  | 26 | 13 | 6 | 7  | 51 | 39 | +12  |
| 4    | Etzella Ettelbruck                | 44  | 26 | 13 | 5 | 8  | 54 | 48 | +6   |
| 5    | FC Avenir Beggen (P)              | 37  | 26 | 11 | 4 | 11 | 41 | 38 | +3   |
| 6    | CS Grevenmacher (C)               | 36  | 26 | 10 | 6 | 10 | 45 | 36 | +9   |
| 7    | FC Differdange 03                 | 35  | 26 | 11 | 2 | 13 | 43 | 43 | 0    |
| 8    | Rapid Mansfeldia Hamm Benfica (P) | 32  | 26 | 9  | 5 | 12 | 32 | 48 | -16  |
| 9    | Swift Hesperange                  | 31  | 26 | 8  | 7 | 11 | 36 | 44 | -8   |
| 10   | UN Käerjeng                       | 30  | 26 | 8  | 6 | 12 | 30 | 40 | -10  |
| 11   | Progrès Niedercorn                | 28  | 26 | 7  | 7 | 12 | 31 | 46 | -15  |
| 12   | FC Wiltz 71                       | 25  | 26 | 6  | 7 | 13 | 33 | 48 | -15  |
| 13   | FC Victoria Rosport               | 24  | 26 | 6  | 6 | 14 | 29 | 56 | -27  |
| 14   | CS Pétange                        | 19  | 26 | 4  | 7 | 15 | 27 | 50 | -23  |

| Légende : Qualifications et relégations | Légende : Qualifications et relégations                                                            |
| --------------------------------------- | -------------------------------------------------------------------------------------------------- |
|                                         | Ligue des champions 2008-2009 (1er Tour de qualification)                                          |
|                                         | Coupe UEFA 2008-2009 (1er Tour de qualification)                                                   |
|                                         | Coupe Intertoto 2008 (1er Tour)                                                                    |
|                                         | Qualification pour le barrage de relégation en Division d'Honneur                                  |
|                                         | Relégation en Division d'Honneur                                                                   |
|                                         | (T) : Tenant du titre 2006-2007 (P) : Promu en 2006-2007 (C) : Vainqueur de la Coupe du Luxembourg |

### Matchs
| Résultats (▼dom., ►ext.)                                   | Beg | Dif | Dud | Esc | Etz | Gre | Hes | Kae | Pét | Pro | Rac | Rap | Vic | Wil |
| FC Avenir Beggen                                           |     | 1-0 | 1-0 | 1-2 | 0-2 | 1-2 | 1-3 | 2-1 | 1-1 | 1-2 | 0-0 | 3-1 | 4-1 | 1-2 |
| FC Differdange 03                                          | 2-3 |     | 2-4 | 3-0 | 3-1 | 0-3 | 2-1 | 5-0 | 2-1 | 1-2 | 3-1 | 2-3 | 2-1 | 4-1 |
| F91 Dudelange                                              | 1-0 | 2-0 |     | 6-2 | 7-1 | 1-0 | 2-0 | 1-0 | 1-0 | 4-1 | 1-1 | 3-0 | 3-0 | 1-0 |
| AS La Jeunesse d'Esch                                      | 3-0 | 2-0 | 1-1 |     | 2-2 | 2-1 | 4-1 | 2-3 | 4-1 | 0-0 | 2-0 | 1-1 | 2-0 | 4-1 |
| Etzella Ettelbruck                                         | 2-2 | 2-0 | 1-3 | 5-4 |     | 1-5 | 2-1 | 0-3 | 3-1 | 4-2 | 2-2 | 3-0 | 1-2 | 3-1 |
| CS Grevenmacher                                            | 2-0 | 3-2 | 0-2 | 4-2 | 0-1 |     | 1-2 | 1-0 | 3-1 | 2-2 | 1-1 | 0-0 | 6-0 | 2-2 |
| Swift Hesperange                                           | 2-1 | 1-2 | 0-2 | 1-1 | 1-5 | 1-1 |     | 0-2 | 2-2 | 1-0 | 1-4 | 2-0 | 0-0 | 1-1 |
| UN Käerjeng                                                | 3-3 | 2-2 | 0-4 | 0-1 | 0-0 | 2-1 | 1-5 |     | 3-0 | 1-1 | 0-1 | 1-2 | 1-1 | 2-1 |
| CS Pétange                                                 | 1-2 | 0-1 | 0-4 | 2-2 | 1-1 | 2-1 | 1-3 | 0-0 |     | 1-2 | 2-2 | 1-2 | 3-2 | 3-2 |
| Progrès Niedercorn                                         | 2-1 | 1-0 | 1-5 | 3-2 | 0-3 | 1-3 | 2-2 | 1-3 | 0-0 |     | 0-1 | 3-0 | 0-0 | 2-2 |
| Racing FC Union Luxembourg                                 | 1-4 | 0-0 | 0-2 | 3-0 | 3-2 | 4-2 | 1-1 | 2-0 | 4-0 | 3-1 |     | 3-0 | 4-1 | 3-1 |
| Rapid Mansfeldia Hamm Benfica                              | 1-3 | 2-3 | 1-5 | 0-1 | 2-1 | 2-0 | 3-1 | 2-0 | 0-2 | 3-1 | 0-3 |     | 2-2 | 1-1 |
| FC Victoria Rosport                                        | 1-3 | 3-2 | 0-7 | 0-1 | 2-3 | 3-0 | 1-2 | 2-1 | 2-1 | 2-1 | 1-1 | 0-1 |     | 2-2 |
| FC Wiltz 71                                                | 0-2 | 3-0 | 0-2 | 0-4 | 1-3 | 1-1 | 2-1 | 0-1 | 1-0 | 1-0 | 1-2 | 3-3 | 3-0 |     |
| - Victoire à domicile - Match nul - Victoire à l'extérieur |     |     |     |     |     |     |     |     |     |     |     |     |     |     |

### Barrage
Le FC Wiltz 71, douzième de Division Nationale a affronté la troisième meilleure équipe de Division d'Honneur, le Sporting Club Steinfort et a été relégué.
| Club        | Score | Club                    | Stade                        |
| ----------- | ----- | ----------------------- | ---------------------------- |
| FC Wiltz 71 | 0-2   | Sporting Club Steinfort | Achille Hammerel, Luxembourg |

## Bilan de la saison
| Tableau d'Honneur   |                 |
| Compétition         | Vainqueur       |
| Division Nationale  | F91 Dudelange   |
| Coupe du Luxembourg | CS Grevenmacher |

| Qualifications européennes 2008-2009 |                                            |
| Ligue des champions                  | Qualifiés                                  |
| 1er tour de qualification            | F91 Dudelange                              |
| Coupe UEFA                           | Qualifiés                                  |
| 1e tour de qualification             | CS Grevenmacher Racing FC Union Luxembourg |
| Coupe Intertoto                      | Qualifiés                                  |
| 1e tour                              | Etzella Ettelbruck                         |

| Promotions et relégations      |                                                |
| Relégués en Division d'Honneur | CS Pétange FC Wiltz 71 FC Victoria Rosport     |
| Promus de Division d'Honneur   | Fola Esch US Rumelange Sporting Club Steinfort |